# País Irmão
País Irmão é uma série de televisão portuguesa exibida em 2017 e 2018 pela RTP1 e produzida pela Stopline Films.

## Sinopse
Há um escândalo que poderá ser revelado e o Governo Português está nervoso. Até que a Ministra da Cultura e a sua equipa têm uma ideia louca que, também por isso, poderá funcionar: produzir, em conjunto com o Brasil, a maior e mais espetacular novela de todos os tempos que, tal como o “Roque Santeiro” ou “Gabriela”, pare o país e o distraia quando o segredo for desvendado. José e Luís, pai e filho com um passado conflituoso, produtor e argumentista respetivamente, entrarão assim no mundo louco do dia a dia dos bastidores da “Corte Tropical”, sendo obrigados a lidar com atores, políticos manipuladores, idosos com demasiado tempo e, acima de tudo, com eles próprios.

## Elenco
| Ator/Atriz            | Personagem              |
| --------------------- | ----------------------- |
| José Raposo           | José Ávila              |
| Afonso Pimentel       | Luís Ávila              |
| Margarida Marinho     | Manuela Azevedo         |
| Marcos Pasquim        | Márcio Filho            |
| Natália Lage          | Branca                  |
| Virgílio Castelo      | Tony Santa Clara        |
| Rodrigo Pandolfo      | Rafa                    |
| Alba Baptista         | Mulher Divinal          |
| Bruna Quintas         | Mimi                    |
| Dinarte Branco        | Fernando                |
| Filipa Areosa         | Vera                    |
| Manuel Cavaco         | Orlando                 |
| Nuno Lopes            | Capote Raposo           |
| Maria João Bastos     | Gabriela                |
| Joaquim Caixeiro      | Gervásio                |
| Allex Miranda         | Jesus                   |
| Victoria Guerra       | Susana                  |
| António Durães        | Raúl                    |
| Pedro Cardoso         | Mário Barbosa Rodrigues |
| Margarida Carpinteiro | Albertina               |
| Lídia Franco          | Eugénia                 |
| Jéssica Córes         | Thaís                   |
| Jorge Mourato         | Carlos                  |
| André Gago            | Primeiro-Ministro       |

## Episódios
| #  | Título           | Exibição em Portugal   | Audiência    | Audiência | Audiência |
| #  | Título           | Exibição em Portugal   | Espectadores | Share     | Rating    |
| -- | ---------------- | ---------------------- | ------------ | --------- | --------- |
| 1  | "Episódio n.º1"  | 11 de setembro de 2017 | 427 500      | 9,2%      | 4,5%      |
| 2  | "Episódio n.º2"  | 18 de setembro de 2017 | 342 000      | 7,0%      | 3,6%      |
| 3  | "Episódio n.º3"  | 25 de setembro de 2017 | 285 000      | 6%        | 3%        |
| 4  | "Episódio n.º4"  | 2 de outubro de 2017   | 218 500      | 4,6%      | 2,3%      |
| 5  | "Episódio n.º5"  | 9 de outubro de 2017   | 218 500      | 4,7%      | 2,3%      |
| 6  | "Episódio n.º6"  | 16 de outubro de 2017  | 199 500      | 4,2%      | 2,1%      |
| 7  | "Episódio n.º7"  | 30 de outubro de 2017  | 256 500      | 5,4%      | 2,7%      |
| 8  | "Episódio n.º8"  | 6 de novembro de 2017  | 256 500      | 5,6%      | 2,7%      |
| 9  | "Episódio n.º9"  | 13 de novembro de 2017 | 209 000      | 4,5%      | 2,2%      |
| 10 | "Episódio n.º10" | 20 de novembro de 2017 | 114 000      | 3,1%      | 1,2%      |
| 11 | "Episódio n.º11" | 27 de novembro de 2017 | 247 000      | 5,3%      | 2,6%      |
| 12 | "Episódio n.º12" | 4 de dezembro de 2017  | 209 000      | 4,5%      | 2,2%      |
| 13 | "Episódio n.º13" | 11 de dezembro de 2017 | 266 000      | 5,7%      | 2,8%      |
| 14 | "Episódio n.º14" | 18 de dezembro de 2017 | 114 000      | 2,5%      | 1,2%      |
| 15 | "Episódio n.º15" | 8 de janeiro de 2018   | 114 000      | 3%        | 1,2%      |
| 16 | "Episódio n.º16" | 15 de janeiro de 2018  | 114 000      | 3,1%      | 1,2%      |
| 17 | "Episódio n.º17" | 22 de janeiro de 2018  | 152 000      | 4,2%      | 1,6%      |
| 18 | "Episódio n.º18" | 29 de janeiro de 2018  | 95 000       | 2,9%      | 1%        |